# Касиландия (микрорегион)

Касиландия на карте.

Касиландия (порт. Microrregião de Cassilândia) — микрорегион в Бразилии, входит в штат Мату-Гросу-ду-Сул. Составная часть мезорегиона Восток штата Мату-Гроссу-ду-Сул. Население составляет 60 309	человек (на 2010 год). Площадь — 16 094,432 км². Плотность населения — 3,75	чел./км².

## Демография
Согласно сведениям, собранным в ходе переписи 2010 г. Национальным институтом географии и статистики (IBGE), население микрорегиона составляет:						
| Полное население                             | Полное население                             | Полное население                             | Полное население                             | 60 309 |
| -------------------------------------------- | -------------------------------------------- | -------------------------------------------- | -------------------------------------------- | ------ |
| в том числе:                                 | Городское население                          | 52 633                                       | Процент городского населения, %              | 87,27  |
|                                              | Сельское население                           | 7676                                         | Процент сельского населения, %               | 12,73  |
|                                              | Мужское население                            | 30 987                                       | Процент мужского населения, %                | 51,38  |
|                                              | Женское население                            | 29 322                                       | Процент женского населения, %                | 48,62  |
| Плотность населения, чел/км²                 | Плотность населения, чел/км²                 | Плотность населения, чел/км²                 | Плотность населения, чел/км²                 | 3,75   |
| Население микрорегиона в % к населению штата | Население микрорегиона в % к населению штата | Население микрорегиона в % к населению штата | Население микрорегиона в % к населению штата | 2,46   |

## Статистика
- Валовой внутренний продукт на 2003 год составляет 841 579 956,00 реалов (данные: Бразильский институт географии и статистики).
- Валовой внутренний продукт на душу населения на 2003 год составляет 16 668,06 реалов (данные: Бразильский институт географии и статистики).
- Индекс развития человеческого потенциала на 2000 год составляет 0,797 (данные: Программа развития ООН).

## Состав микрорегиона
В составе микрорегиона включены следующие муниципалитеты:
1. Касиландия
2. Шападан-ду-Сул
3. Коста-Рика